# Себеш (Брашов)
Себеш (рум. Sebeș) — село у повіті Брашов в Румунії. Входить до складу комуни Хирсень.
Село розташоване на відстані 165 км на північний захід від Бухареста, 45 км на захід від Брашова.

## Населення
За даними перепису населення 2002 року у селі проживали 682 особи.
Національний склад населення села:
| Національність | Кількість осіб | Відсоток |
| -------------- | -------------- | -------- |
| румуни         | 664            | 97,4%    |
| цигани         | 17             | 2,5%     |

Рідною мовою назвали:
| Мова      | Кількість осіб | Відсоток |
| --------- | -------------- | -------- |
| румунська | 664            | 97,4%    |
| циганська | 17             | 2,5%     |